# Withius congicus
Withius congicus är en spindeldjursart som först beskrevs av Beier 1932.  Withius congicus ingår i släktet Withius och familjen Withiidae.

## Underarter
Arten delas in i följande underarter:
- W. c. congicus
- W. c. exiguus